# Carodnia
Carodnia è un genere estinto di mammifero xenungulato vissuto nel Paleocene del Brasile e dell'Argentina, e l'Eocene del Perù. Carodnia è posto all'interno dell'ordine degli Xenungulata insieme ad Etayoa e Notoetayoa.
Carodnia rappresenta il più grande mammifero noto dal Paleocene del Sud America. Il corpo dell'animale era pesante e robusto e la bocca dell'animale era dotata di due grandi canini e di molari crestati, come gli uintateri, a cui potrebbero essere imparentati. In vita l'animale raggiungeva le dimensioni di un tapiro. Inoltre aveva molte somiglianze con i Dinocerata, pur non avendo zanne o ossiconi.

## Descrizione
Secondo le prime interpretazioni di Simpson, Carodnia assomigliava al primitivo uintateride Probathyopsis. Paula Couto fece lo stesso confronto, e inserì Carodnia nel nuovo ordine degli Xenungulata. Nel 1985, Gingerich concluse che Probathyopsis avesse caratteristiche dentali differenti da Carodnia, e che in quest'ultimo la dentatura anteriore era ben più ridotta: il primo premolare e la seconda inferiori e superiori sono ingranditi e appuntiti, e il primo e il secondo molare sono più lofodonti. Gingerich pensò che le differenze avrebbero potuto giustificare una famiglia separata per Carodnia, ma propose che dovesse essere incluso nei Dinocerata. Nel 1983, Cifelli raggruppò Carodnia nei Pyrotheria, ma in seguito concluse che si trattava di un errore.
Carodnia è caratterizzato per essere un bilofodonte, con i primi e i secondi molari e i più lophati nel complesso dei terzi molari, il che suggerisce un possibile collegamento con piroteri, uintateri e arctocionidi. Le ossa del piede sono corte e robuste e le falangi terminano in unghie ampie e piatte, simili a zoccoli, a differenza di qualsiasi altro meridiungulato conosciuto.
Le specie C. feruglioi e C. cabrerai sono conosciute per pochi resti dentali. La specie C. vieirai è invece nota da resti dentali, cranici e postcraniali molto più completi, compresa una mandibola quasi completa, molte vertebre, e diverse ossa delle gambe.
Quando Simpson descrisse Carodnia e Ctalecarodnia, il primo era noto solo da un molare inferiore sinistro che mancava nel secondo, rendendo il confronto molto difficile. Nel 1952, Paula Couto basandosi su resti considerevolmente più completi, concluse che i molari e premolari di entrambi sono indistinguibili e quindi Ctalecarodnia è un sinonimo di Carodnia. Paula Couto ha anche osservato che le dentature di C. cabrerai e C. feruglioi sono simili tranne per le dimensioni, e che C. feruglioi può essere un esemplare giovane di C. cabrerai, ma le due specie sono state comunque lasciate distinte.